# Doktorzy honoris causa Uniwersytetu Jana Kazimierza we Lwowie
Doktorzy honoris causa Uniwersytetu Jana Kazimierza we Lwowie w okresie II Rzeczypospolitej (1919–1939).

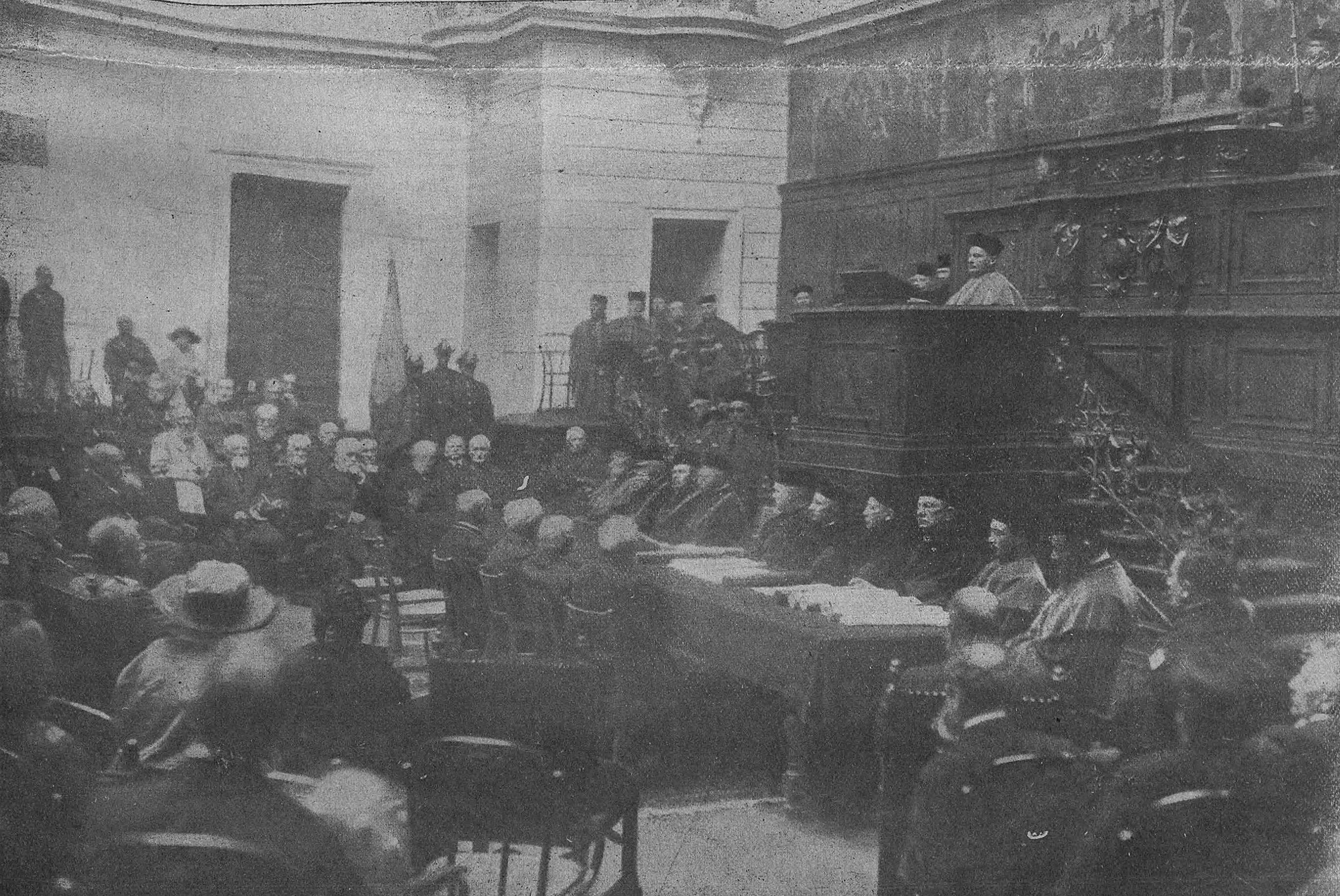
Uroczystość nadania doktoratów honorowych UJK powstańcom styczniowym (1923)

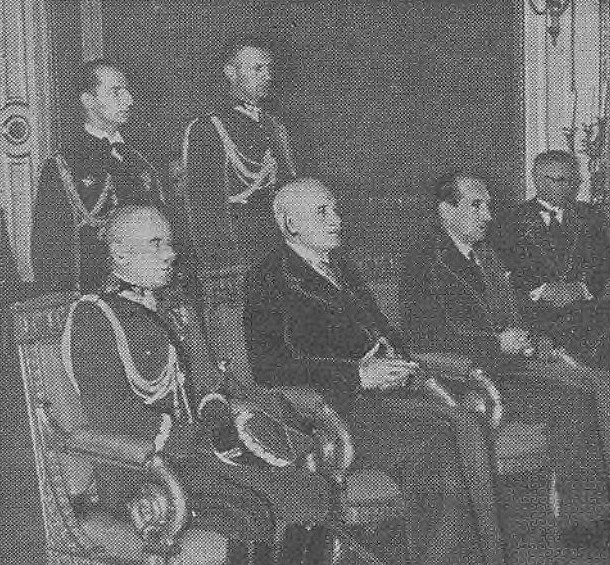
Promocja na doktorów honorowych UJK prezydenta Ignacego Mościckiego, Marszałka Edwarda Rydza-Smigłego, ministra Józefa Becka (Zamek Królewski w Warszawie, 1938)

## Uhonorowani
- Ferdinand Foch
- Emil Godlewski
- Robert Howard Lord
- Désiré-Joseph Mercier
- Bolesław Orzechowicz
- Leon Piniński
- Raymond Poincaré
- Wacław Sierpiński

- 1921: Herbert Hoover
- 1923 – siedmiu uczestników powstania styczniowego z 1863[1]:
  - Wojciech Biechoński
  - Władysław Chotkowski
  - Marian Dubiecki
  - Benedykt Dybowski
  - August Kwaśnicki
  - Bolesław Limanowski
  - Zygmunt Mineyko
- 1924: Bolesław Twardowski
- 1926: Ernest Till
- 1929:
  - Adolf Czerwiński
  - Wacław Sierpiński
- 1937[2]:
  - Władysław Abraham
  - Stanisław Grabski
  - Juliusz Makarewicz
  - Fryderyk Zoll
- 1938[3][4]:
  - Ignacy Mościcki (doktor honorowy na Wydziale Matematyczno-Przyrodniczym UJK, promowany przez prof. Romana Małachowskiego)
  - Józef Beck (doktor honorowy filozofii na Wydziale Humanistycznym UJK, promowany przez prof. Konstantego Chylińskiego)
  - Edward Śmigły-Rydz (doktor honorowy praw na Wydziale Prawa UJK, promowany przez prof. Kamila Stefkę)